# Humppila
Humppila est une municipalité du sud-ouest de la Finlande, dans la région du Kanta-Häme.

## Histoire
Historiquement, Humppila marquait la frontière entre la Finlande du Sud-Ouest et le Häme.
La commune doit l'essentiel de son développement à l'arrivée du chemin de fer Turku-Toijala en 1876. Aujourd'hui, la ville reste un arrêt important pour les nombreux trains empruntant cette ligne, mais la gare n'est plus considérée que comme un simple arrêt depuis la fermeture de la vente de billets en 2000. La durée du trajet vers Turku est d'une heure, pour 52 minutes minimum vers Tampere.
De 1898 à 1974, Humppila était le point de départ de la voie ferrée de Jokioinen, 22 km à écartement réduit jusqu'à Forssa, aujourd'hui transformée (pour la partie toujours existante) en voie musée.

## Géographie
Humppila est largement agricole, dépourvue de lacs, et pratiquement à équidistance de Loimaa (23 km) et de Forssa (21 km). Elle est d'ailleurs tiraillée entre l'influence des deux villes et des deux régions.
Comme bon nombre de petites paroisses ayant perdu leur église en bois dans un incendie, Humppila s'est vue doter d'une importante église romantisme national (Josef Stenbäck, 1922).
L'industrie n'a jamais connu ici un développement significatif, le principal employeur privé étant actuellement une verrerie du groupe Hackman. Le nombre d'emplois fournis par le secteur secondaire est comparable à celui du secteur primaire, les deux chiffres étant chacun légèrement inférieurs à 20 % des emplois totaux pourvus à Humppila.
Les communes limitrophes sont Forssa à l'est, Jokioinen au sud, Ypäjä au sud-ouest, Loimaa à l'ouest (Finlande du Sud-Ouest), Punkalaidun au nord-ouest et Urjala au nord (les 2 dans le Pirkanmaa).

## Transports
Le village, situé à proximité de l'intersection des nationale 2 (Pori-Helsinki) et la nationale 9 (E63) entre Turku et Tampere, est pratiquement à égale distance des deux grandes villes du Sud-ouest: Turku est à 89 km et Tampere à 82 km. Helsinki est à 138 km, Pori à 111 km et la capitale provinciale Hämeenlinna à 78 km.
La seututie 232 relie Humppila a Punkalaidun.

### Distance
- Forssa 15 km
- Helsinki 130 km
- Huittinen 45 km
- Hämeenlinna 70 km
- Loimaa 20 km
- Pori 105 km
- Tampere 75 km
- Turku 85 km

## Démographie
Depuis 1980, l'évolution démographique d'Humppila est la suivante, :
| Année      | 1980  | 1985  | 1990  | 1995  | 2000  | 2005  |
| ---------- | ----- | ----- | ----- | ----- | ----- | ----- |
| population | 2 779 | 2 733 | 2 707 | 2 679 | 2 586 | 2 600 |

| Année      | 2010  | 2015  | 2020  |
| ---------- | ----- | ----- | ----- |
| population | 2 506 | 2 433 | 2 179 |

## Administration

### Conseil municipal
Les 21 conseillers municipaux sont répartis comme suit:
| Parti     | Parti                              | Sièges 2021–2025 |
| --------- | ---------------------------------- | ---------------- |
|           | Parti social-démocrate de Finlande | 5                |
|           | Vrais Finlandais                   | 3                |
|           | Parti de la Coalition nationale    | 4                |
|           | Parti du centre                    | 7                |
|           | Ligue verte                        | 1                |
|           | Alliance de gauche                 | 1                |
| Sources : |                                    |                  |

## Personnalités
- Risto Jalo (1962-), joueur de hockey

## Galerie

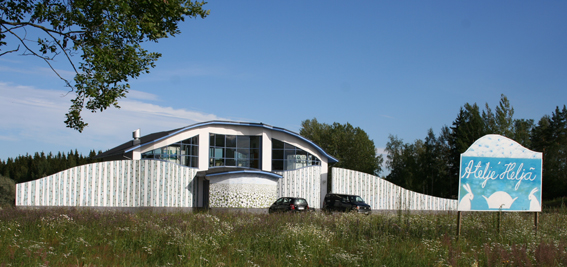
L'atelier Helja.
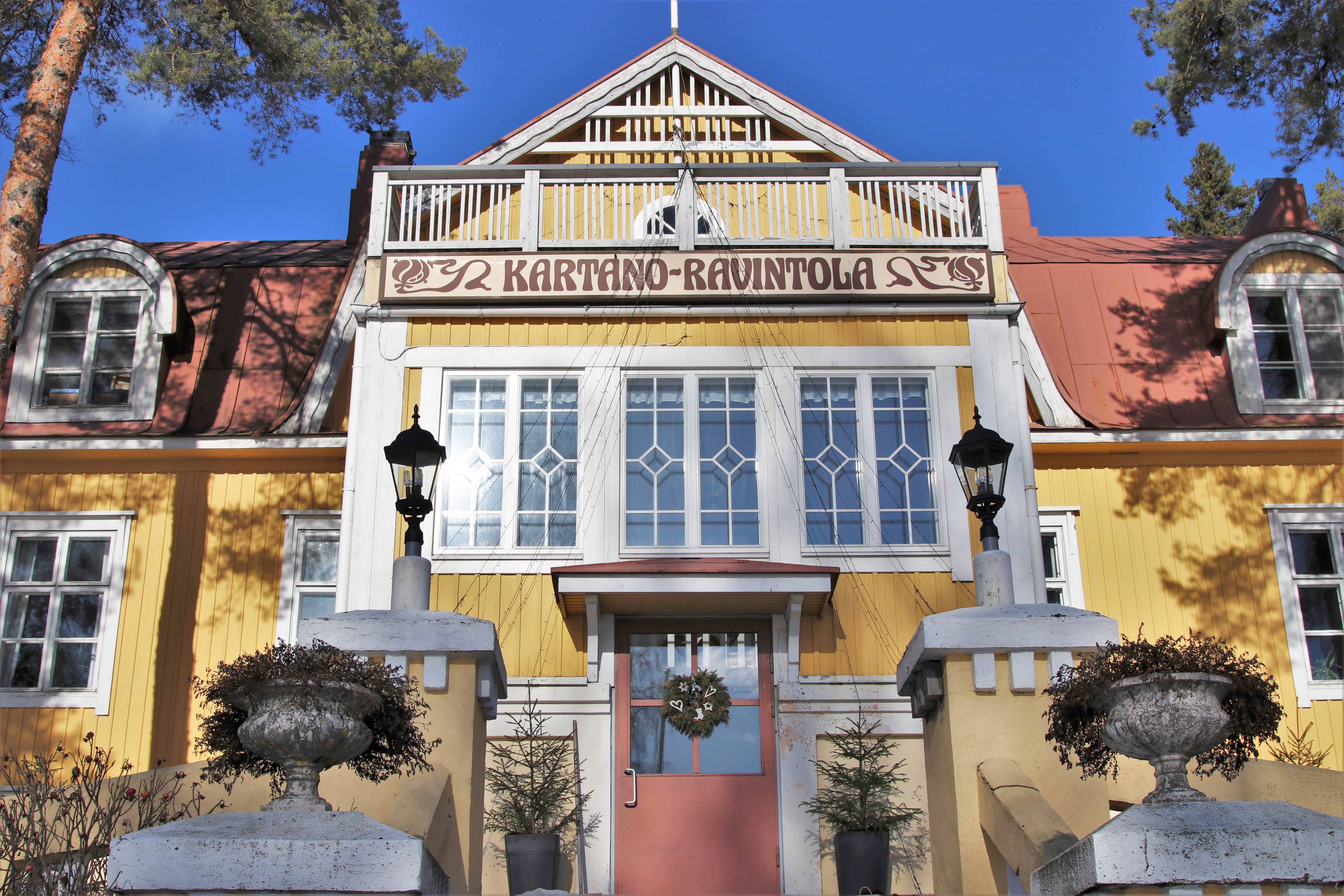
Manoir d'Urpola.
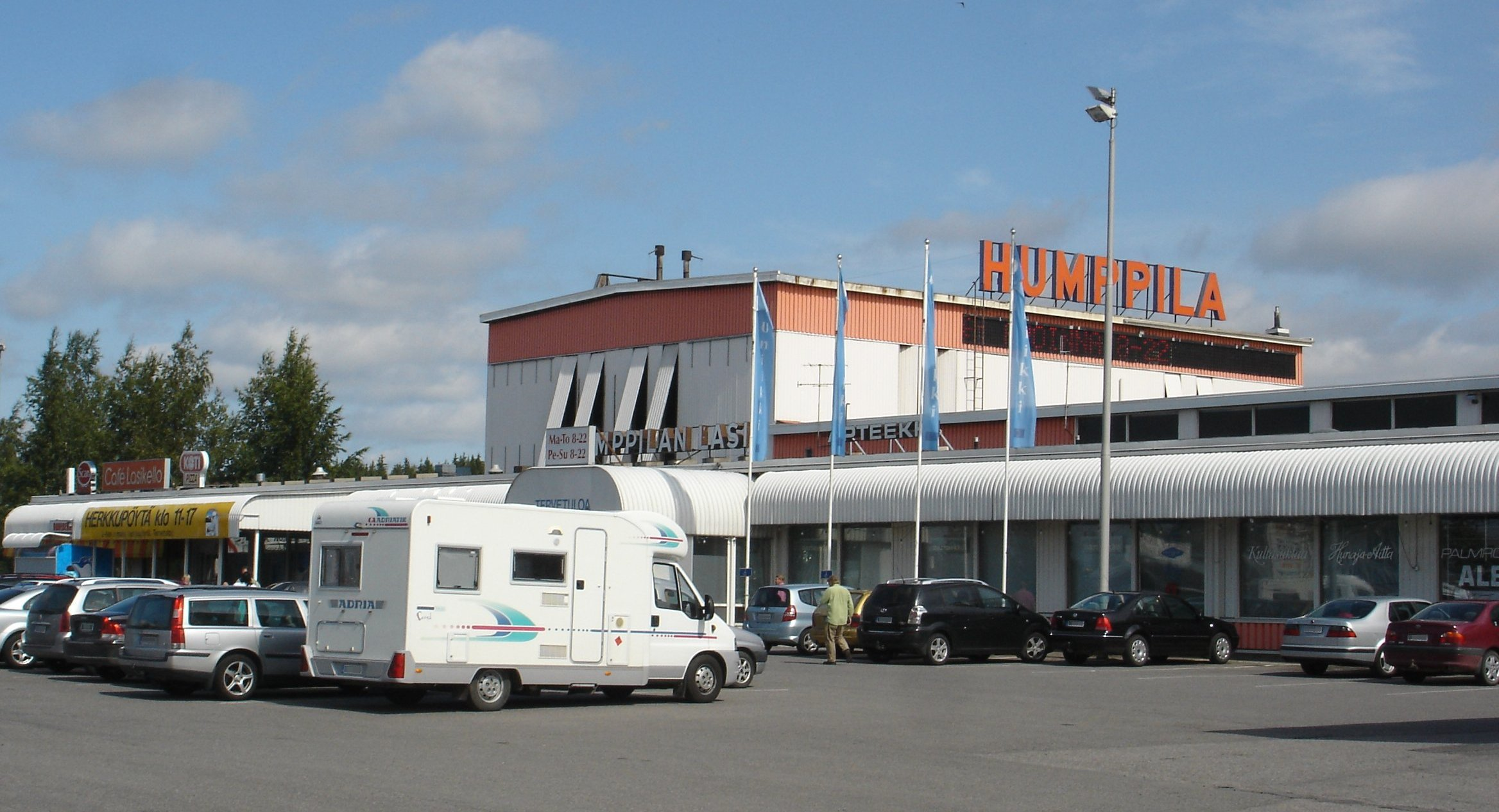
Verrerie d'Humppila.